# Brachiaria occidentalis
Brachiaria occidentalis är en gräsart som beskrevs av Charles Austin Gardner och Charles Edward Hubbard. Brachiaria occidentalis ingår i släktet Brachiaria och familjen gräs. Inga underarter finns listade i Catalogue of Life.